# Deadpool & Rozsomák
A Deadpool & Rozsomák (eredeti cím: Deadpool & Wolverine) 2024-ben bemutatott amerikai szuperhősfilm Shawn Levy rendezésében. Gyártója a Marvel Studios és a Maximum Effort, forgalmazója a Walt Disney Studios Motion Pictures. A Deadpool 2. folytatása, azzal a csavarral, hogy összefonódik a Marvel-moziuniverzummal (MCU), aminek immáron a harmincnegyedik filmje. A főbb szerepekben Ryan Reynolds, Hugh Jackman, Emma Corrin, Morena Baccarin, Rob Delaney, Leslie Uggams, Aaron Stanford és Matthew Macfadyen látható.
Az Egyesült Államokban 2024. július 26-án, míg Magyarországon egy nappal korábban, a Fórum Hungary forgalmazásában, 2024. július 25-én mutatták be a mozikban.

## Cselekmény
2018-ban Wade Wilson Kábel időutazó eszközével az ő idővonaláról, a Föld–10005-ről a Föld–616-ra, a „Szent Idősíkra” utazik, ahol találkozik Happy Hogannel, és azt kéri, hogy csatlakozhasson a Bosszúállókhoz, de Happy elutasítja.
Hat évvel később Wade visszavonult a Deadpool néven ismert álarcos zsoldos szerepéből, és használt autókereskedőként dolgozik, miután szakított barátnőjével, Vanessaval. Szülinapi bulija során a Téridő Variancia Alapítvány ügynökei elfogják Wade-et, és Mr. Paradoxhoz viszik, aki felajánl neki egy helyet a Föld–616-on. Paradox azonban azt is elárulja, hogy Wade univerzuma Logan halála miatt haldoklik, akiről kiderül, hogy az idővonal „horgonylénye” volt. Wade ellopja Paradox térgépét, hogy beutazza a multiverzumot, hogy megtalálja Logan egy variánsát, és megmentse az idővonalát.
Miután találkozott különböző Logan-variánsokkal, Wade visszavisz egyet a TVA-hoz, ahol megtudja, hogy ez a bizonyos Logan a legrosszabb Rozsomák a multiverzumban. Egy vita után Paradox mindkettőjüket lenyesi a Verembe. Ott Wilson és Logan harcolnak egymással, mielőtt őket és Johnny Stormot Cassandra Nova csapata elfogja. Cassandra, akit csecsemőként nyestek le, alkut kötött a TVA-val, hogy önként maradjon a Veremben, megöli Johnnyt, Wade-et és Logant pedig otthagyja, hogy Alioth felfalja őket, bár sikerül elmenekülniük.
Szökésük után Logan és Wade találkoznak Wade egy „Nicepool” nevű variánsával, aki ad nekik egy autót, amellyel a Verem határvidékére hajtanak, ahol a Cassandra elleni ellenállás található. Logan azonban megdorgálja Wade-et, amiért eltitkolja, hogy nem képes megjavítani Logan világát, ami egy olyan verekedéshez vezet, melynek következtében mindketten eszméletüket vesztik. Laura elviszi őket a határvidékre, ahol találkoznak az ellenállás tagjaival, Elektrával, Pengével és Gambittal. A Wade által „Többieknek” nevezett ellenállás szövetséget ajánl neki és Logannek, hogy együtt harcoljanak Cassandra ellen, de Logan nem hajlandó együttműködni. Végül azonban megenyhül, miután egy Laurával folytatott beszélgetést követően megbeszéli, hogy az ő univerzumában képtelen volt megmenteni az X-Meneket. Wade, Logan és a Többiek elmennek, hogy szembeszálljanak Cassandrával, és sikerül blokkolniuk az erejét azzal, hogy Buldózer sisakját a fejére helyezik. Cassandrát azonban elárulja és megsebesíti Paradox csatlósa, Piró, de Logan meggyőzi Wade-et, hogy vegye le a sisakot, így Cassandra meggyógyulhat és megnyílik egy portál vissza Wade univerzumába.
A Föld–10005-re érkezve Wade és Logan rájönnek, hogy Paradox az „Időhasítót” használja, egy olyan eszközt, amelyet az idősíkok kegyelemmel való megölésére fejlesztett ki, és amelyet Wade idővonalán akar használni a felettesei engedélye nélkül. Cassandra gyorsan megtudja ezt Pirótól, mielőtt kivégezné és elrabolja Paradoxot. Azt tervezi, hogy Paradox árulásáért bosszúból átveszi az irányítást az Időhasító felett, hogy elpusztítsa az összes idővonalat, és csak a Veremet hagyja meg. Cassandra ezután Deadpool-variánsok seregét hívja össze, hogy megküzdjenek Wade-del és Logannal, de Wade barátja, Peter Wisdom meggyőzi őket, hogy vonuljanak vissza. Paradox elmondja Wade-nek és Logannek, hogy életük árán is megszakíthatják az Időhasító energiaáramlását. A testüket vezetőként használva Wade és Logan elpusztítják az Időhasítót, megölve Cassandrát. Paradoxot ezután B–15-ös vadász, a TVA vezetője letartóztatja.
B–15 felfedte, hogy Wade és Logan tettei megakadályozták Wade univerzumának romlását. Wade arra kéri B–15-öt, hogy szabadítsa ki a Többieket a Veremből, majd megkérdezi, hogy lehetséges-e átírni Logan idősíkjának történetét. B–15 azt válaszolja, hogy az ő története tette Logant a Cassandra megállításához szükséges hőssé, és nincs mit helyrehozni. Logant, aki szeretne visszavonulni és békés életet élni, Wade elviszi a barátaihoz, Laurával együtt. Logan bátorítására Wade kibékül Vanessával.
A stáblista végén Deadpool megmutatja, hogy nem miatta halt meg Johnny.

## Szereplők
| Szerep                                          | Színész                                    | Magyar hang                          | Leírás |
| ----------------------------------------------- | ------------------------------------------ | ------------------------------------ | --- |
| Wade Wilson / Deadpool                          | Ryan Reynolds                              | Nagy Ervin                           | A Föld–10005-ről származó okoskodó zsoldos, aki gyorsan gyógyul, de csúnya hegek vannak a testén, miután egy kísérleti regenerációs mutáción esett át a halálos rák kezelése érdekében. Már nem Deadpoolként dolgozik, nem randizik Vanessával és használtautó-kereskedőként dolgozik Peterrel. |
| Wade Wilson / Nicepool                          | Ryan Reynolds                              | Nagy Ervin                           | Wilson hosszú hajú variánsa, akinek nincs sebhelye és nincs gyógyító faktora. |
| James „Logan” Howlett / Rozsomák                | Hugh Jackman                               | Weil Róbert                          | Logan egy alternatív valóságból, aki nem lépett be az X-Menbe. Gyógyító képességekkel, behúzható karmokkal és adamantiummal töltött csontvázzal rendelkezik. |
| James „Logan” Howlett / „Képregényhű” Rozsomák  | Hugh Jackman                               | Weil Róbert                          | Logan egy alternatív valóságból, aki 160 cm. |
| James „Logan” Howlett / Félszemű                | Hugh Jackman                               | Nem szólal meg                       | Logan szerencsejátékos alteregója egy alternatív valóságból, aki szemfedőt és fehér szmokingot visel. |
| James „Logan” Howlett / „Öreg” Rozsomák         | Hugh Jackman                               | Nem szólal meg                       | Logan egy alternatív valóságból, aki öreg. |
| James „Logan” Howlett / „Megfeszített” Rozsomák | Hugh Jackman                               | Nem szólal meg                       | Logan egy alternatív valóságból, aki keresztre van feszítve egy óriási X-en. |
| James „Logan” Howlett / „Barnaruha” Rozsomák    | Hugh Jackman                               | Nem szólal meg                       | Logan egy alternatív valóságból, aki Hulkkal harcol. |
| James „Logan” Howlett / „Megvadult” Rozsomák    | Hugh Jackman                               | Nem szólal meg                       | Logan egy alternatív valóságból „glam rock-szerű” hajjal, egy kézzel, és egy fekete és piros ruhában. |
| James „Logan” Howlett / „Eredeti” Rozsomák      | Hugh Jackman                               | Sinkovits-Vitay András (archív hang) | Az eredeti Logan Wade valóságából és a saját univerzuma „horgonylénye”, aki feláldozta magát, hogy megmentse biológiai lányát. |
| Cassandra Nova                                  | Emma Corrin                                | Sodró Eliza                          | Telekinetikus és telepatikus képességekkel rendelkező mutáns, Charles Xavier ikertestvére. Csecsemőként elvitte a TVA a világából, még mielőtt megegyeztek abban, hogy a Veremben marad. |
| Vanessa Carlysle                                | Morena Baccarin                            | Ónodi Eszter                         | Wade volt menyasszonya. |
| Peter Wisdom                                    | Rob Delaney                                | Elek Ferenc                          | Az X-Force csapat tagja volt, hétköznapi ember. Wade-del közösen egy autócégnél kezdett el dolgozni. |
| Vak Al                                          | Leslie Uggams                              | Tóth Judit                           | Wade vak szobatársa. |
| John Allerdyce / Piró                           | Aaron Stanford                             | Moser Károly                         | Az X-Menek és a Mutánsok Testvériségének egykori tagja egy alternatív valóságból, aki a tüzet képes irányítani. Nova számára dolgozik a Veremben. |
| Paradox                                         | Matthew Macfadyen                          | Zöld Csaba                           | A Téridő Variancia Alapítvány ügynöke, aki felügyeli a Föld-10005 halálának felgyorsítására irányuló projektet az „Időhasító” segítségével, amely egy olyan gép, amely kegyetlenül meg tudja ölni az idősíkokat. Azt reméli, hogy ezzel bizonyíthat, hogy a TVA vezetője lehessen.              |
| Dopinder                                        | Karan Soni                                 | Joó Gábor                            | Deadpool rajongója és taxisofőrje. |
| Negaszonikus Tini Torpedó                       | Brianna Hildebrand                         | Törőcsik Franciska                   | Tinédzser X-Men, akinek a mutáns ereje, hogy atomrobbanásokat robbant ki a testéből. |
| Kolosszus                                       | Stefan Kapičić (hangja)                    | Törköly Levente                      | Az X-Men tagja, aki a mutáns képességgel rendelkezik, hogy egész testét szerves acéllá alakítsa át. |
| Yukio                                           | Shioli Kutsuna                             | Hermann Lilla                        | Negaszonikus Tini Torpedó barátnője és X-Men. |
| Buck                                            | Randal Reeder                              | Urmai Gábor                          | Wade barátja. |
| Ross / Csillagtörő                              | Lewis Tan                                  | Hajdu Tibor                          | X-Force csapatának egykori tagja, egy földönkívüli harcos. |
| Laura / X–23                                    | Dafne Keen                                 | Vida Sára                            | Mutáns egy alternatív valóságból, aki „nagyon” hasonlít Loganra, valamint Logan biológiai lánya, és a Cassandra Nova elleni ellenállás csoport vezetője. |
| Elektra Natchios                                | Jennifer Garner                            | Kisfalvi Krisztina                   | Görög származású bérgyilkos egy alternatív valóságból, aki egy pár Sait használ. A Cassandra Nova elleni ellenállás csoport tagja. |
| Eric Brooks / Penge                             | Wesley Snipes                              | Galambos Péter                       | Antihős zsoldos egy alternatív valóságból, aki félig ember, félig vámpír, valamint a Cassandra Nova elleni ellenállás csoport tagja. |
| Remy LeBeau / Gambit                            | Channing Tatum                             | Horváth-Töreki Gergely               | Mutáns, aki képes uralni a kinetikus energiát. Ezenkívül képzett a kártyahajításban, a közelharcban és a bot forgatásában, valamint a Cassandra Nova elleni ellenállás csoport tagja. Nem emlékszik semmire a Verem előtti életéből.                                                            |
| Johnny Storm / Fáklya                           | Chris Evans                                | Zámbori Soma                         | Johnny Storm egy alternatív valóságból, akinek szuperképességeit, akárcsak a Fantasztikus Négyes másik három alapító tagja, egy űrutazás során szerezte, mikor hajójukon kozmikus sugárzás hatolt át. A Cassandra Nova elleni ellenállás csoport tagja, akit Nova csúnyán megöl.                |
| Victor Creed / Kardfog                          | Tyler Mane                                 | Barbinek Péter                       | A Testvériség brutális és szadista tagja egy alternatív valóságból. Képességei közé tartozik a vad, macskaszerű természet, a fokozott, állatszerű érzékek, a Farkashoz hasonló agyarak és gyógyító képességek, valamint az ujjai hegyénél hosszabb karmok. Cassandrának dolgozik.               |
| Cain Marko / Buldózer                           | Aaron W. Reed                              | Tokaji Csaba                         | Mutáns bűnöző egy alternatív valóságból, hihetetlenül erős, gyors és ha lendületbe jön, szinte megállíthatatlan. Cassandrának dolgozik. |
| Blöki Lively / Dogpool                          | Peggy                                      | Nem szólal meg                       | Wilson kutyavariánsa egy alternatív valóságból. |
| Ladypool                                        | Christiaan Bettridge Blake Lively (hangja) | Borbély Alexandra                    | Wilson női variánsa egy alternatív valóságból, aki a Deadpool Alakulat vezetője. |
| Kidpool                                         | Inez Reynolds                              | Wirth Aisa                           | Wilson kölyökvariánsa, a Deadpool Alakulat tagja. |
| Headpool                                        | Nathan Fillion (hangja)                    | Orbán Gábor                          | Wilson testnélküli, koponyafejű variánsa, a Deadpool Alakulat tagja. |
| Cowboypool                                      | Matthew McConaughey                        | Fehérvári Péter                      | Wilson vadnyugati variánsa, a Deadpool Alakulat tagja. |
| Fred Dukes / Haspók                             | Mike Waters                                | Nem szólal meg                       | Mutáns egy alternatív valóságból, aki szinte elpusztíthatatlan bőrréteggel rendelkezik. Cassandrának dolgozik. |
| Az orosz                                        | Billy Clements                             | Nem szólal meg                       | Egy orosz bérgyilkos egy alternatív valóságból, aki Cassandrának dolgozik. |
| Mortimir Vasquez / Varangy                      | Daniel Medina Ramos                        | Nem szólal meg                       | Nagyon gúnyos és pimasz mutáns egy alternatív valóságból. Képességei közé tartozik a nyúlós nyelve, egy nyálkás anyag, amit másokra köpköd, és a fokozott mozgékonysága. Cassandrának dolgozik.                                                                                                 |
| Yuriko Oyama / Halálcsapás                      | Jade Lye                                   | Nem szólal meg                       | Női mutáns egy alternatív valóságból, akinek olyan gyógyító képessége van, mint Rozsomáknak. Hosszú adamantium körmökkel rendelkezik. Cassandrának dolgozik. |
| Azazel                                          | Eduardo Gago Muñoz                         | Nem szólal meg                       | Mutáns egy alternatív valóságból, aki képes teleportálni. Cassandrának dolgozik. |
| Célpont                                         | Curtis Rowland Small                       | Nem szólal meg                       | Egy bérgyilkos egy alternatív valóságból, aki Cassandrának dolgozik. |
| Elizabeth Braddock / Psziché                    | Ayesha Hussain                             | Nem szólal meg                       | Pszionikus képességekkel rendelkező mutáns egy alternatív valóságból. Képességei közé tartozik a lila pszichikus energia kivetítése, általában egy energiapenge formájában, amely képes átégetni a fémet. Cassandrának dolgozik.                                                                |
| Kallisztó                                       | Chloe Kibble                               | Nem szólal meg                       | Emberfeletti érzékekkel rendelkező mutáns egy alternatív valóságbóll, aki érzékeli a mutánsokat és erejüket, valamint emberfeletti sebességgel rendelkezik és szakértő közelharcos. Cassandrának dolgozik.                                                                                      |
| Philippa Sontag / Arclight                      | Jessica Walker                             | Nem szólal meg                       | Mutáns egy alternatív valóságból, aki képes megrázó erejű lökéshullámokat generálni. Cassandrának dolgozik. |
| Quill                                           | Nilly Cetin                                | Nem szólal meg                       | Mutáns egy alternatív valóságból, aki képes tüskéket kilökni a testéből, leginkább az arcából. Cassandrának dolgozik. |
| Welshpool                                       | Paul Mullin                                | Nem szólal meg                       | Wilson walesi variánsa, a Deadpool Alakulat tagja. |
| Babypool                                        | Olin Reynolds                              | Nem szólal meg                       | Wilson babavariánsa, a Deadpool Alakulat tagja. |
| Canadapool                                      | Alex Kyshkovych                            | Nem szólal meg                       | Wilson kanadaibb variánsa, a Deadpool Alakulat tagja. |
| Haroldpool                                      | Harry Holland                              | Nem szólal meg                       | Wilson variánsa, a Deadpool Alakulat tagja, akit „Haroldpoolként” ismernek. |
| Zenpool                                         | Kevin Fortin                               | Nem szólal meg                       | Wilson egy későbbi variánsa a képregényes 616-os Földről, a Deadpool Alakulat tagja. |
| Golden Age Deadpool                             |                                            | Nem szólal meg                       | Wilson aranykorbeli variánsa, a Deadpool Alakulat tagja. |
| Deadpool 2099                                   |                                            | Nem szólal meg                       | Wilson 2099-es variánsa, a Deadpool Alakulat tagja. |
| Piratepool                                      |                                            | Nem szólal meg                       | Wilson kalóz variánsa, a Deadpool Alakulat tagja. |
| Roninpool                                       |                                            | Nem szólal meg                       | Wilson Roninféle variánsa, a Deadpool Alakulat tagja. |
| Happy Hogan                                     | Jon Favreau                                | Kálid Artúr                          | A Stark Industries korábbi biztonsági vezetője, Tony Stark korábbi testőre és sofőrje, illetve Peter Parker jelenlegi testőre, aki Wade Wilson-nal interjúzik, hogy csatlakozhat-e a Bosszúállókhoz.                                                                                            |
| B–15-ös                                         | Wunmi Mosaku                               | Hay Anna                             | A Téridő Variancia Alapítvány volt magasrangú vadásza, aki most már a TVA vezetője. |
| James „Logan” Howlett / „Cavillmák”             | Henry Cavill                               | Welker Gábor                         | Logan egy alternatív valóságból, akit Wade „Cavillmáknak” nevez. |
| Thor                                            | Chris Hemsworth (Archív felvétel)          | Nem szólal meg                       | Bosszúálló és Új-Asgard egykori királya, az azonos nevű skandináv mitológiai isten alapján. Archív felvételen jelenik meg a Thor: Sötét világ-ból, ahogy siratja Deadpoolt Loki helyett. |
| Bruce Banner / Hulk                             |                                            | Nem szólal meg                       | Bruce Banner egy alternatív valóságból, akit jelentős mennyiségű gamma-sugárzás ért, emiatt zöld színű szörnyeteggé változik, amikor dühös vagy izgatott, valamint aki Logan egyik variánsával harcol.                                                                                          |
| Pultos                                          | Greg Hemphill                              | Fehérváry Márton                     | Pultos annál a bárnál, ahol Logan tartózkodott, amikor találkozik Wade-el. |
| TVA-s irodai ügynök                             | Paul G. Raymond                            | Kossuth Gábor                        | A Téridő Variancia Alapítvány egyik irodai ügynöke. |
| Ralph                                           | James Dryden                               | Kapácsy Miklós                       | A Téridő Variancia Alapítvány egyik technikusa, aki Paradoxnak dolgozik. |
| Bárvendég                                       | Ollie Palmer                               | Nem szólal meg                       | Vendég annál a bárnál, ahol Logan találkozik Wade-el. |

### Magyar változat
- Magyar szöveg és produkciós vezető: Hagen Péter
- Szakértő: Aradi Gergely
- Felvevő hangmérnök: Jacsó Bence
- Vágó: Sári-Szemerédi Gabriella
- Gyártásvezető: Kincses Tamás
- Szinkronrendező: Nikodém Zsigmond

A szinkront a Disney Character Voices International megbízásából a Mafilm Audio Kft. készítette.